# Lotlhakane
Lotlhakane es una localidad situada en el Distrito Sur, Botsuana.Se encuentra a unos 150 km al suroeste de Gaborone. Tiene una población de 4.828 habitantes, según el censo de 2011.